# Manlay
 Manlay  es una población y comuna francesa, en la región de Borgoña, departamento de Côte-d'Or, en el distrito de Beaune y cantón de Liernais.

## Demografía
| 526 | 581 | 572 | 681 | 659 | 629 | 665 | 635 | 666 | 664 | 650 | 665 | 668 | 630 | 726 | 696 | 750 | 689 | 657 | 657 | 613 | 504 | 470 | 461 | 482 | 350 | 343 | 355 | 319 | 286 | 237 | 221 | 223 |
| Para los censos de 1962 a 1999 la población legal corresponde a la población sin duplicidades (Fuente: INSEE [Consultar]) |     |     |     |     |     |     |     |     |     |     |     |     |     |     |     |     |     |     |     |     |     |     |     |     |     |     |     |     |     |     |     |     |